# 耶茜卡·冯·布雷多-韦恩德尔
耶茜卡·冯·布雷多-韦恩德尔（德語：Jessica von Bredow-Werndl，1986年2月16日—），德国女子马术运动员，主攻盛装舞步。她曾代表德国参加2020年夏季奥林匹克运动会马术比赛，获得二枚金牌。